# Jules Folly
Jules Folly (* 14. April 1846 in Freiburg im Üechtland; † 10. Juni 1906 in Bern) war ein Schweizer Ingenieur und Oberst.

## Leben
Als Sohn des Notars Xavier Folly geboren besuchte Jules Folly die kommunalen Schulen in Freiburg im Üechtland. Zum Studium der Ingenieurwissenschaften ging er an das Polytechnikum Zürich und später das Polytechnikum Karlsruhe. In Zürich schloss er sich dem Corps Helvetia Zürich (WSC) an.
Nach dem Studium leitete er zunächst den Bau der Toggenburgerbahn, bevor er im November 1867 in das Bundesamt für Genie eintrat, das zu jener Zeit von Jules Dumur geleitet wurde. Hier war er für die damals neuen militärischen Telegraphenanlagen zuständig. Später wurde ihm die Planung, Projektierung und Ausführung von Festungsanlagen in verschiedenen Landesteilen übertragen.
1872 wechselte er zum Bauunternehmen Firma Ott & Cie., für das er den Bau von zwei Kehrtunneln in Biaschina auf der Südrampe der Gotthardbahn leitete. Anschliessend führte er den Bau der Kirchenfeldbrücke in Bern aus.
1882 kehrte er in das Bundesamt für Genie zurück und setzte die Planungen und Geländeaufnahmen speziell im Bereich des Gotthards fort. 1886, mit dem Beschluss des Baus des Forte Airolo, wurde er zum Leiter des Büros für Befestigungsbauten (BBB) ernannt und mit der Leitung des Festungsbaus beauftragt. Die Befestigungsanlagen Gotthard und in Saint-Maurice dürfen als sein Lebenswerk betrachtet werden.

## Militärische Laufbahn
1867 besuchte Folly die Rekrutenschule, 1870 diente er als Unteroffizier im Grenzdienst. 1873 erfolgte seine Beförderung zum Leutnant der Infanterie. Nach Einführung des Pionierwesens der Infanterie im Jahre 1874 besuchte er 1875 die Pionierrekrutenschule in Solothurn und wurde anschliessend zu den Genietruppen versetzt. 1883 wurde er zum Major, 1888 zum Oberstleutnant und 1894 zum Oberst der Genietruppen befördert. Ab 1895 leistete er wegen seiner zivilen beruflichen Verpflichtungen keinen aktiven Dienst mehr bei der Truppen.